# Gul kragskivling
Gul kragskivling (Stropharia semiglobata) är en svampart som först beskrevs av August Johann Georg Karl Batsch, och fick sitt nu gällande namn av Lucien Quélet 1872. Gul kragskivling ingår i släktet kragskivlingar och familjen Strophariaceae.  Arten är reproducerande i Sverige. Inga underarter finns listade i Catalogue of Life.

## Källor

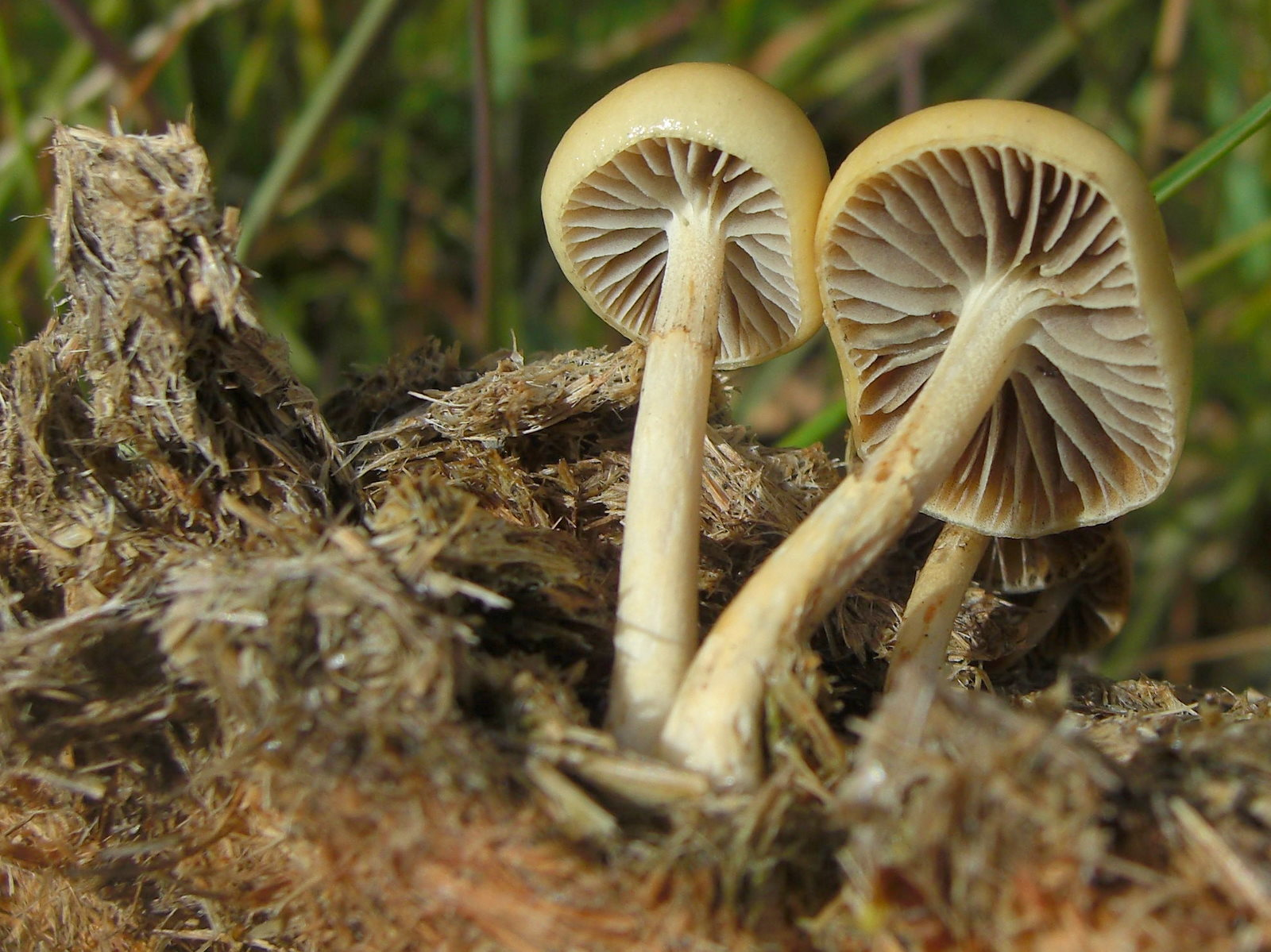